# 1972

## أحداث

### تاريخ غير معروف
- تشكيل مجلس الشورى أول مرة في قطر

### يناير
- 16 يناير - حادثة مالاري في إندونيسيا.

### فبراير
- 10 فبراير - انضمام إمارة رأس الخيمة إلى دولة الإمارات العربية المتحدة.

### أغسطس
- 16 أغسطس - ملك المغرب الحسن الثاني ينجو من محاولة اغتيال خلال عملية بوراق إف 5.

### ديسمبر
- 29 ديسمبر - صدر للأستاذ محمد حسنين هيكل كتاب : عبد الناصر والعالم وهو ترجمة لكتاب The Cairo Documents، وقد ترجمه الصحفي اللبناني سمير عطا الله. وبداية الخلافات بينه وبين الرئيس أنور السادات، ومناسبته مقال نشره بعنوان : كيسنجر... وأنا ! مجموعة أوراق، يوم 29 ديسمبر.

## مواليد
- أبو بكر تيتي كامارا
- ألفونسو بيريز
- أليسا ميلانو
- أليساندرو نيفولا
- أماندا بيت
- أمية جحا
- أنتي نييمي
- أنغام
- أولريتش رامي
- أوليفييه إكوافني
- أيمن العتوم
- إديثا غورنياك
- إسكندر السويح
- إوين بريمنر
- إيريك دين
- إيمينيم
- ابتهال الخطيب
- ارجون رامبال
- الهادي بالرخيصة
- إيدي كوهين
- بافيل نيدفيد
- باولو أورلاندوني
- براين مكبرايد
- بلال دزيري
- بن أفليك
- بوجا بهات
- بول ديكوف
- بيار أمين الجميل
- بيتر أوليري
- تاكاكو هوندا
- تاكايوكي سغو
- تريفور ديفال
- توني كوليت
- تتسو شيراتوري
- جارو
- جاسم الهويدي
- جريت كالي
- جواد غريب
- جود لو
- جوزيبي فافالي
- جوش دوهامل
- جون شو
- جوينيث بالترو
- جيروم دامون
- جيري هالويل
- جيسون ستاثام
- جيمي فلويد هاسلبانك
- جينيفر غارنر
- جيوفاني إلبر
- جيوفاني تيديسكو
- حسين الأكرف
- حسين الخضري
- حسين سلطاني
- حمزة إدريس
- خالد فوهامي
- خالدة فروغ
- دانييل أموكاتشي
- دريا دي ماتو
- ديتا فون تيسي
- ديفيد بيلينغير
- ديفيد سانغوينيتي
- راديك بيبل
- رشيد غلام
- رضا أصلان
- روبن توني
- روي كوستا
- ريفالدو
- ريكاردو سا بينتو
- ريكو ايلزورث
- زيليكو كالاتش
- ساره كلارك
- سامانثا سميث
- سامر المرطة
- ساياكا أوكي
- ستيف ماكمانامان
- سعاد ماسي
- سلطان الركيبي
- سلمى بلير
- سليمان أولاري
- سمير عبد السلام عبود
- سهراب بختياري زاده
- سو موازهن
- سيرج بلان
- سيرجي برين
- سيف الإسلام القذافي
- سيلفان ديبلاس
- شاكيل أونيل
- شربت كله
- شريف مختار مدكور
- شون بارتلت
- شيخ مظفر شكور
- صلاح الدين بصير
- صهيب ويب
- عادل السليمي
- عبد الجليل حدا
- عبد الحميد بسيوني
- عبد الرحمن اللاحم
- عبد الستار أبو ريشة
- عبد المجيد الخوئي
- عبد الناصر العبيدلي
- علي حمد
- غراي ديليسل
- غريغوري كوبيه
- غوران فلاوفيتش
- غيلوم سورو
- فؤاد أنور
- فابريس سانتورو
- فازول عبد الله محمد
- فرحان العلي
- فغويريدو
- فلاديمير كوزلوف
- فيوريل مولدوفان
- كارل أوربان
- كارل بوبورسكي
- كارمن إلكترا
- كاميرون دياز
- كريس تاكر
- كريستوف دوغاري
- كريستوف سانتشيز
- كريستيان تزيغه
- كلود أرنو ريفينيت
- كهلان الخروصي
- كونشيتا مارتينيز
- كينجي هامادا
- لوري هولدين
- لولا بانياني
- لويس فيغو
- ليونارد روبرتس
- ماثيو بريز
- مارت بووم
- مارك بوسنيتش
- ماركوس رول
- ماركوس هاهنيمان
- ماكسينس فلاتشيز
- مالك جندلي
- مامتا كولكارني
- مانديرا بيدي
- ماوريسيو بوتشيتينو
- مايك بوليت
- محمد الدعيع
- محمد شوقي الزين
- مشاري البلام
- مي البلوشي
- ميا هام
- ميجيل دي إيكازا
- ميرزا فاريشانوفيتش
- ميشال معوض
- ميكائيل هستر
- نادر السيد
- ناصيف راضي
- نجيب بلقاضي
- نوتوريوس
- نورمان أسعد
- نیما أرکاني حامد
- هشام أرازي
- هيرواكي موريشيما
- هيروشي تسوتشيدا
- هيروشي نانامي
- ياب ستام
- يارومير بلاجيك
- ياسر حسين
- يواكيم فيرنانديز
- يوتشي نيشيمورا
- يونس العيناوي

### يناير
- 21 يناير - ياسنوري ميتسودا، ملحن ياباني.
- 22 يناير -
  - رومي باكو، ممثلة يابانية
  - نورمان أسعد، ممثلة سورية.
- 29 يناير - أحمد العونان، ممثل إماراتي.

### مارس
- 29 مارس - جونيتشي سُوابي، مؤدي أصوات ياباني.

### أبريل
- 5 أبريل - جونكو تاكيوتشي، مؤدية أصوات يابانية.

### مايو
- 30 مايو - سويتشيرو هوشي، مؤدي أصوات ياباني.
- 18 مايو - شحات ثابت محمد احمد على المرشدى،دكتور باحث - مركز البحوث الزراعيه - من قرية حجازه قبلى بمركز قوص بمحافظة قنا - أبو عمر وسالى ولورنس وولويزا وعزالدين.

### يونيو
- 23 يونيو - زين الدين زيدان، لاعب كرة قدم فرنسي.

### يوليو
- 1 يوليو - تتسو إينادا، مؤدي أصوات ياباني.
- 17 يوليو- هبة القواس، مؤلفة موسيقية ومغنية أوبرا لبنانية.

### أغسطس
- 12 أغسطس - تاكانوهانا كوجي، يوكوزونا

### سبتمبر
- 8 سبتمبر - توموكازو سِكي، ممثل ياباني.
- 14 سبتمبر - شيدو ناكامُرا، ممثل ياباني.

### أكتوبر
- 9 أكتوبر - كوكي مياتا، مؤدي أصوات ياباني.
- 21 أكتوبر - ماساكازو موريتا، مؤدي أصوات ياباني.

### ديسمبر
- 11 ديسمبر - سامي الجابر، كابتن منتخب السعودية لكرة القدم ونادي الهلال السعودي اللاعب الآسيوي والعربي الوحيد الذي سجل في ثلاث من بطولات كأس العالم لكرة القدم

## وفيات
- ألبريشت يانسن
- أنطونيو سينيي
- أنور العطار
- إبراهيم عمارة
- إدغار هوفر
- إدوارد الثامن ملك المملكة المتحدة
- إدوارد كندال
- إريك فايل
- إسرائيل سييف
- إسماعيل ياسين
- إيغور سيكورسكي
- إيريك إريكسون
- بريثفيراج كابور
- بهي الدين بركات باشا
- تيد بيرس
- جورج فون بيكيسي
- جيغمي دورجي وانغشوك
- حسن زيرك
- حمزة شحاتة
- خالد بن محمد القاسمي
- راشد السيف
- زيد الحرب
- زكي رستم
- زليخة سعودي
- سعود المالك الحمود الصباح
- سعيد بن تيمور
- طلال بن عبد الله بن الحسين بن علي
- علي بن عياد
- غسان كنفاني
- غيرهارد كونتشر
- فرانز هالدر
- فرانك تاشلين
- فلاديمير دركوفيتش
- كارل ستالينغ
- كوامي نكروما
- ليستر بولز بيرسون
- ليونيد ينجباروف
- ماريا غوبرت-ماير
- ماكس تيلر
- ماهاليا جاكسون
- محمد أوفقير
- محمد الطاهر بن عاشور
- محمد محيي الدين عبد الحميد
- محمود الماطري
- محمود غنيم
- نبيه العظمة
- نتالي كليفورد بارني
- هارلو شابلي
- وائل زعيتر
- ياسوناري كواباتا
- يوسف غصوب

### ديسمبر
- 14 ديسمبر - أنخيل كاراليتشيف كاتب بلغاري متخصص في أدب الأطفال.
- 26 ديسمبر -  الرئيس الأمريكي هاري ترومان.

## نال جائزة نوبل
- في الفيزياء – بين الأمريكان جون باردين وليون كوبر وجون روبرت شريفر.
- في الكيمياء – بين الأمريكان كريستيان أنفينسن وستانفورد مور وويليام ستاين.
- في الطب – بين الأمريكي جيرالد إيدلمان والبريطاني رودني بورتر.
- في الأدب – الألماني هاينريش بول.
- في السلام – محجوبة.
- في الإقتصاد – بين البريطاني جون هيكس والأمريكي كينيث ارو.